# Азюр (Монтана)
Азюр (англ. Azure) — переписна місцевість (CDP) в США, в окрузі Гілл штату Монтана. Населення — 314 особи (2020).

## Географія
Азюр розташований за координатами 48°18′18″ пн. ш. 109°48′26″ зх. д. / 48.30500° пн. ш. 109.80722° зх. д. (48.305023, -109.807228).  За даними Бюро перепису населення США в 2010 році переписна місцевість мала площу 11,66 км², уся площа — суходіл.

## Демографія
Згідно з переписом 2010 року, у переписній місцевості мешкало 286 осіб у 68 домогосподарствах у складі 61 родини. Густота населення становила 25 осіб/км².  Було 70 помешкань (6/км²).
Расовий склад населення:
| - 97,2 % — корінних американців - 2,4 % — білих |

До двох чи більше рас належало 0,3 %. Частка іспаномовних становила 2,4 % від усіх жителів.
За віковим діапазоном населення розподілялося таким чином: 44,4 % — особи молодші 18 років, 49,7 % — особи у віці 18—64 років, 5,9 % — особи у віці 65 років та старші. Медіана віку мешканця становила 21,0 року. На 100 осіб жіночої статі у переписній місцевості припадало 107,2 чоловіків;  на 100 жінок у віці від 18 років та старших — 98,8 чоловіків також старших 18 років.
Середній дохід на одне домашнє господарство  становив 43 892 долари США (медіана — 23 750), а середній дохід на одну сім'ю — 46 360 доларів (медіана — 30 357). За межею бідності перебувало 45,5 % осіб, у тому числі 55,4 % дітей у віці до 18 років та 100,0 % осіб у віці 65 років та старших.
Цивільне працевлаштоване населення становило 48 осіб. Основні галузі зайнятості: освіта, охорона здоров'я та соціальна допомога — 45,8 %, фінанси, страхування та нерухомість — 16,7 %, публічна адміністрація — 12,5 %.